# Liste der Baudenkmale in Faulenrost
In der Liste der Baudenkmale in Faulenrost sind alle denkmalgeschützten Bauten der Gemeinde Faulenrost (Mecklenburg-Vorpommern) und ihrer Ortsteile aufgelistet. Grundlage ist die Veröffentlichung der Denkmalliste des Landkreises Mecklenburgische Seenplatte (Auszug) vom 20. Januar 2017.

## Baudenkmale nach Ortsteilen

### Faulenrost
| ID   | Lage                                    | Bezeichnung                        | Beschreibung | Bild           |
| ---- | --------------------------------------- | ---------------------------------- | ------------ | -------------- |
| 360  | Dorfstraße                              | Schlossanlage mit                  |              | Weitere Bilder |
| 360  | Dorfstraße                              | Park                               |              |                |
| 360  | Dorfstraße 15                           | Torhaus (rechts)                   |              |                |
| 360  | Dorfstraße 56                           | Torhaus (links)                    |              |                |
| 360  | Dorfstraße 17, 18, 19                   | Kavaliershaus (rechts)             |              |                |
| 360  | Dorfstraße 62, 63                       | Kavaliershaus (links)              |              |                |
| 360  | Dorfstraße 57, 58                       | Pferdestall                        |              |                |
| 360  | (hinter Dorfstraße 15)                  | Stall                              |              |                |
| 360  | Dorfstraße 17                           | Stallscheune (mit Krüppelwalmdach) |              |                |
| 360  | Dorfstraße 61                           | Grabstein Graf Hahn                |              |                |
| 363  | Dorfstraße 3, 3a                        | Fischerhaus mit                    |              |                |
| 363  |                                         | Scheune                            |              |                |
| 1212 | Dorfstraße 5, 6                         | Landarbeiterhaus                   |              |                |
| 364  | Dorfstraße 31/32                        | Wohnhaus                           |              |                |
| 365  | Dorfstraße 36                           | Wohnhaus                           |              |                |
| 366  | Dorfstraße 37                           | Wohnhaus                           |              |                |
| 367  | Dorfstraße 38, 39                       | Wohnhaus                           |              |                |
| 368  | Dorfstraße 46                           | Wohnhaus                           |              |                |
| 369  | Dorfstraße 101                          | Aufsiedlerhaus mit                 |              |                |
| 369  |                                         | Schuppen                           |              |                |
| 370  | Dorfstraße 102                          | Aufsiedlerhaus                     |              |                |
| 371  | Dorfstraße 104                          | Aufsiedlerhaus mit                 |              |                |
| 371  |                                         | Scheune                            |              |                |
| 361  | Friedhof                                | Friedhofskapelle                   |              |                |
| 362  | v. d. Dorfstr. ca. 500 m zum Ahrendshof | Kastanienallee                     |              |                |

### Demzin
| ID  | Lage     | Bezeichnung                | Beschreibung | Bild |
| --- | -------- | -------------------------- | ------------ | ---- |
| 354 | Demzin 7 | Gutshaus mit               |              |      |
| 354 |          | Pferdestall (Fachwerk) und |              |      |
| 354 |          | Speicher (Feldstein)       |              |      |

### Rittermannshagen
| ID  | Lage                        | Bezeichnung            | Beschreibung | Bild                   |
| --- | --------------------------- | ---------------------- | ------------ | ---------------------- |
| 911 | Rittermannshagen 23         | Bauernhaus             |              |                        |
| 912 | Rittermannshagen 25, 26     | Pfarrwitwenhaus mit    |              |                        |
| 912 |                             | Stall                  |              |                        |
| 913 | Rittermannshagen 27         | Pfarrhaus mit          |              | Pfarrhaus mit          |
| 913 | Rittermannshagen 28         | Stall                  |              |                        |
| 914 | Rittermannshagen 29 (Karte) | Kirche mit             |              | Weitere Bilder         |
| 914 |                             | Friedhof               |              |                        |
| 915 | Rittermannshagen 29         | Kriegerdenkmal 1914/18 |              | Kriegerdenkmal 1914/18 |

### Rittermannshagen Ausbau
| ID  | Lage                | Bezeichnung   | Beschreibung | Bild |
| --- | ------------------- | ------------- | ------------ | ---- |
| 916 | Rittermannshagen 37 | Bauernhaus    |              |      |
| 917 | Rittermannshagen 35 | Bauernhof mit |              |      |
| 917 |                     | Bauernhaus,   |              |      |
| 917 |                     | Stallscheune, |              |      |
| 917 |                     | Stall,        |              |      |
| 917 |                     | Aborthaus     |              |      |
| 918 | Rittermannshagen 36 | Scheune und   |              |      |
| 918 |                     | Torpfeiler    |              |      |

### Rittermannshagen Hof
| ID  | Lage                        | Bezeichnung | Beschreibung                                                          | Bild |
| --- | --------------------------- | ----------- | --------------------------------------------------------------------- | ---- |
| 919 | Rittermannshagen Hof 53, 54 | Gutshaus    | Sanierter, 1-gesch., 10-achs. Fachwerkbau von um 1820 mit Krüppelwalm |      |

### Schwabendorf
| ID  | Lage              | Bezeichnung    | Beschreibung | Bild |
| --- | ----------------- | -------------- | ------------ | ---- |
| 947 | Dorfstraße 6      | Aufsiedlerhaus |              |      |
| 948 | Dorfstraße 9      | Aufsiedlerhaus |              |      |
| 949 | Dorfstraße 11, 12 | Aufsiedlerhaus |              |      |
| 950 | Dorfstraße 13     | Aufsiedlerhaus |              |      |
| 951 | Dorfstraße 24     | Aufsiedlerhaus |              |      |
| 952 | Dorfstraße 25     | Aufsiedlerhaus |              |      |
| 953 | Dorfstraße 29     | Aufsiedlerhaus |              |      |

## Quelle
- Karte der Baudenkmale im Geoportal des Landkreises